# Basket Liga Kobiet 2013/2014
Basket Liga Kobiet (2013/2014) – sezon najwyżej klasy rozgrywkowej w kobiecej koszykówce w Polsce. Sezon 2013/2014 był pierwszym po reformie i przejęciu rozgrywek przez Polski Związek Koszykówki.
Sezon rozpoczął się 27 września meczem w Bydgoszczy. W rozgrywkach wzięło udział 10 drużyn. Tytułu mistrzowskiego bronił zespół CCC Polkowice. 
Mistrzem Polski 2013/2014 została Wisła Can-Pack Kraków.

## System rozgrywek
Rozgrywki składają się z 3 etapów:
- runda zasadnicza – mecze odbywały się w systemie kołowym. Drużyny które zajęły miejsca 1-6 uczestniczyły w drugim etapie w rywalizacji o miejsca 1-6, pozostałe w walce o utrzymanie.
- etap 2 – mecze odbywały się w systemie kołowym, rywalizacja odbywała się z zaliczeniem wyników z 1. etapu.
  - o miejsca 1-6 – 4 najlepsze zespoły awansowały do fazy play-off, a drużyny z miejsca 5 i 6 skończyły rywalizację.
  - o utrzymanie – ostatni zespół (10. miejsce) spadł do I ligi.
- faza play-off – rywalizowały w niej zespoły z miejsc 1-4 po drugim etapie, w tej fazie został wyłoniony mistrz Polski.

## Zespoły
| Drużyna                            | Nazwa hali                                         | Adres hali                                |
| ---------------------------------- | -------------------------------------------------- | ----------------------------------------- |
| Artego Bydgoszcz                   | Hala sportowa w Bydgoszczy                         | ul. Glinki 79, 85-174 Bydgoszcz           |
| Basket ROW Rybnik                  | Hala widowiskowo-sportowa w Rybniku-Boguszowicach  | ul. Jastrzębska 3B, 44-253 Rybnik         |
| CCC Polkowice                      | Hala sportowa w Polkowicach                        | ul. Dąbrowskiego 1a, 59-100 Polkowice     |
| Energa Toruń                       | Hala Zespołu Szkół Spożywczych i VIII LO w Toruniu | ul. Grunwaldzka 33/35, 87-100 Toruń       |
| King Wilki Morskie Szczecin        | Hala sportowa SDS                                  | ul. Wąska 16, 71-415 Szczecin             |
| KSSSE AZS PWSZ Gorzów Wielkopolski | Hala PWSZ w Gorzowie Wielkopolskim                 | ul. Chopina 52, 66-400 Gorzów Wlkp.       |
| MKS MOS Konin                      | Hala RONDO                                         | Al. 1 Maja 1a, 62-510 Konin               |
| Riviera Gdynia                     | Hala Sportowo-Widowiskowa „GDYNIA”                 | ul. Kazimierza Górskiego 8, 81-302 Gdynia |
| Widzew Łódź                        | Hala Parkowa - MOSiR Łódź                          | ul. Małachowskiego 5/7, 90-160 Łódź       |
| Wisła Can-Pack Kraków              | Hala „TS Wisła”                                    | ul. Reymonta 22, 30-059 Kraków            |

## Rozgrywki

### Runda zasadnicza
awans do 2. etapu (rywalizacja o miejsca 1-6)
| Lp. | Drużyna                            | M  | Mecze | Mecze | Punkty | Punkty | Punkty | Punkty   | Pkt |
| Lp. | Drużyna                            | M  | W     | P     | +      | -      | +/-    | Stosunek | Pkt |
| --- | ---------------------------------- | -- | ----- | ----- | ------ | ------ | ------ | -------- | --- |
| 1.  | Wisła Can-Pack Kraków              | 18 | 18    | 0     | 1444   | 989    | 455    | 1.4601   | 36  |
| 2.  | CCC Polkowice                      | 18 | 14    | 4     | 1210   | 949    | 261    | 1.2750   | 32  |
| 3.  | Artego Bydgoszcz                   | 18 | 12    | 6     | 1301   | 1138   | 163    | 1.1432   | 30  |
| 4.  | Energa Toruń                       | 18 | 11    | 7     | 1264   | 1194   | 70     | 1.0586   | 29  |
| 5.  | KSSSE AZS PWSZ Gorzów Wielkopolski | 18 | 10    | 8     | 1337   | 1322   | 15     | 1.0113   | 28  |
| 6.  | King Wilki Morskie Szczecin        | 18 | 9     | 9     | 1163   | 1162   | 1      | 1.0009   | 27  |
| 7.  | Basket ROW Rybnik                  | 18 | 8     | 10    | 1159   | 1219   | -60    | 0.9508   | 26  |
| 8.  | Riviera Gdynia                     | 18 | 4     | 14    | 1085   | 1259   | -174   | 0.8618   | 22  |
| 9.  | Widzew Łódź                        | 18 | 3     | 15    | 1066   | 1308   | -242   | 0.8150   | 21  |
| 10. | MKS MOS Konin                      | 18 | 1     | 17    | 904    | 1393   | -489   | 0.6490   | 19  |

| Gospodarz/Gość              | BYD   | RYB    | POL   | TOR   | SZC   | GOR    | KON   | GDY   | ŁÓD   | KRA   |
| --------------------------- | ----- | ------ | ----- | ----- | ----- | ------ | ----- | ----- | ----- | ----- |
| Artego Bydgoszcz            |       | 84:73  | 56:76 | 67:52 | 92:59 | 76:61  | 84:30 | 81:66 | 69:64 | 69:78 |
| Basket ROW Rybnik           | 61:76 |        | 43:68 | 61:72 | 52:59 | 76:79  | 75:67 | 67:52 | 66:55 | 37:74 |
| CCC Polkowice               | 68:60 | 47:56  |       | 82:53 | 76:52 | 65:57  | 76:31 | 88:43 | 71:38 | 63:73 |
| Energa Toruń                | 73:81 | 79:69  | 57:60 |       | 82:76 | 74:66  | 68:40 | 81:65 | 78:49 | 76:86 |
| King Wilki Morskie Szczecin | 74:76 | 56:31  | 45:60 | 64:72 |       | 69:63  | 51:61 | 80:60 | 79:55 | 56:77 |
| AZS PWSZ Gorzów Wlkp.       | 76:71 | 99:104 | 69:61 | 63:61 | 73:80 |        | 91:73 | 86:71 | 85:70 | 53:58 |
| MKS MOS Konin               | 44:88 | 53:82  | 43:63 | 58:83 | 45:74 | 59:81  |       | 40:51 | 84:89 | 46:98 |
| Riviera Gdynia              | 62:59 | 63:75  | 53:65 | 56:74 | 56:68 | 73:76  | 71:58 |       | 73:45 | 51:65 |
| Widzew Łódź                 | 53:62 | 60:70  | 50:68 | 71:75 | 55:60 | 72:82  | 71:53 | 63:62 |       | 46:86 |
| Wisła Can-Pack Kraków       | 68:50 | 76:61  | 70:53 | 79:56 | 76:61 | 110:75 | 97:19 | 88:57 | 85:60 |       |

### Etap 2.
Do 2. etapu wliczane są punkty z rundy zasadniczej.

#### Miejsca 1-6
| Lp. | Drużyna                            | M  | Mecze | Mecze | Punkty | Punkty | Punkty | Punkty   | Pkt |
| Lp. | Drużyna                            | M  | W     | P     | +      | -      | +/-    | Stosunek | Pkt |
| --- | ---------------------------------- | -- | ----- | ----- | ------ | ------ | ------ | -------- | --- |
| 1.  | Wisła Can-Pack Kraków              | 28 | 26    | 2     | 2143   | 1580   | 563    | 1.3563   | 54  |
| 2.  | CCC Polkowice                      | 28 | 22    | 6     | 1817   | 1439   | 378    | 1.2627   | 50  |
| 3.  | Artego Bydgoszcz                   | 28 | 16    | 12    | 1959   | 1767   | 192    | 1.1087   | 44  |
| 4.  | Energa Toruń                       | 28 | 16    | 12    | 1853   | 1857   | -4     | 0.9978   | 44  |
| 5.  | KSSSE AZS PWSZ Gorzów Wielkopolski | 28 | 15    | 13    | 1976   | 1968   | 8      | 1.0041   | 43  |
| 6.  | King Wilki Morskie Szczecin        | 28 | 9     | 19    | 1671   | 1843   | -172   | 0.9067   | 37  |

#### Miejsca 7-10
| Lp. | Drużyna           | M  | Mecze | Mecze | Punkty | Punkty | Punkty | Punkty   | Pkt |
| Lp. | Drużyna           | M  | W     | P     | +      | -      | +/-    | Stosunek | Pkt |
| --- | ----------------- | -- | ----- | ----- | ------ | ------ | ------ | -------- | --- |
| 1.  | Basket ROW Rybnik | 24 | 12    | 12    | 1587   | 1639   | -52    | 0.9683   | 36  |
| 2.  | Riviera Gdynia    | 24 | 8     | 16    | 1489   | 1608   | -119   | 0.9260   | 32  |
| 3.  | Widzew Łódź       | 24 | 6     | 18    | 1476   | 1689   | -213   | 0.8739   | 30  |
| 4.  | MKS MOS Konin     | 24 | 2     | 22    | 1274   | 1855   | -581   | 0.6868   | 26  |

### Faza pucharowa

#### Półfinały
| 2 kwietnia 2014 18:00 | Raport | CCC Polkowice 57 – 61 Artego Bydgoszcz                                  | CCC Polkowice 57 – 61 Artego Bydgoszcz | CCC Polkowice 57 – 61 Artego Bydgoszcz                        |  | Polkowice Sędziowie: * Marcin Kowalski - Damian Ottenburger - Radosław Szagun |
| 2 kwietnia 2014 18:00 | Raport | Rezultaty w kwartach: 17:14, 17:15, 11:16, 12:16                        |                                        |                                                               |  | Polkowice Sędziowie: * Marcin Kowalski - Damian Ottenburger - Radosław Szagun |
| 2 kwietnia 2014 18:00 | Raport | Pkt: Janel McCarville 17 Zb: Janel McCarville 10 As: Magdalena Skorek 4 |                                        | Pkt: Leah Metcalf 17 Zb: Jessica Lawson 13 As: Leah Metcalf 5 |  | Polkowice Sędziowie: * Marcin Kowalski - Damian Ottenburger - Radosław Szagun |
| 2 kwietnia 2014 18:00 | Raport | Artego Bydgoszcz prowadzi w serii 1-0                                   |                                        |                                                               |  | Polkowice Sędziowie: * Marcin Kowalski - Damian Ottenburger - Radosław Szagun |

| 3 kwietnia 2014 18:00 | Raport | CCC Polkowice 71 – 44 Artego Bydgoszcz                                                         | CCC Polkowice 71 – 44 Artego Bydgoszcz | CCC Polkowice 71 – 44 Artego Bydgoszcz                            |  | Polkowice Sędziowie: * Tomasz Trawicki - Robert Mordal - Karol Nowak |
| 3 kwietnia 2014 18:00 | Raport | Rezultaty w kwartach: 23:10, 21:12, 9:15, 18:7                                                 |                                        |                                                                   |  | Polkowice Sędziowie: * Tomasz Trawicki - Robert Mordal - Karol Nowak |
| 3 kwietnia 2014 18:00 | Raport | Pkt: Belinda Snell, Teja Oblak 16 Zb: Agata Szczepanik 11 As: Belinda Snell, Jelena Škerović 3 |                                        | Pkt: Leah Metcalf 13 Zb: Jessica Lawson 11 As: pięć zawodniczek 1 |  | Polkowice Sędziowie: * Tomasz Trawicki - Robert Mordal - Karol Nowak |
| 3 kwietnia 2014 18:00 | Raport | W serii jest 1-1                                                                               |                                        |                                                                   |  | Polkowice Sędziowie: * Tomasz Trawicki - Robert Mordal - Karol Nowak |

| 6 kwietnia 2014 17:00 | Raport | Artego Bydgoszcz 70 – 65 CCC Polkowice                                      | Artego Bydgoszcz 70 – 65 CCC Polkowice | Artego Bydgoszcz 70 – 65 CCC Polkowice                                                       |  | Bydgoszcz Sędziowie: * Jakub Zamojski - Dariusz Włodkowski - Krzysztof Tuński |
| 6 kwietnia 2014 17:00 | Raport | Rezultaty w kwartach: 11:17, 18:12, 14:19, 27:17                            |                                        |                                                                                              |  | Bydgoszcz Sędziowie: * Jakub Zamojski - Dariusz Włodkowski - Krzysztof Tuński |
| 6 kwietnia 2014 17:00 | Raport | Pkt: Leah Metcalf 22 Zb: Amisha Carter, Jessica Lawson 9 As: Leah Metcalf 8 |                                        | Pkt: Janel McCarville 21 Zb: Agnieszka Majewska 9 As: Magdalena Leciejewska, Belinda Snell 4 |  | Bydgoszcz Sędziowie: * Jakub Zamojski - Dariusz Włodkowski - Krzysztof Tuński |
| 6 kwietnia 2014 17:00 | Raport | Artego Bydgoszcz prowadzi w serii 2-1                                       |                                        |                                                                                              |  | Bydgoszcz Sędziowie: * Jakub Zamojski - Dariusz Włodkowski - Krzysztof Tuński |

| 7 kwietnia 2014 17:00 | Raport | Artego Bydgoszcz 55 – 79 CCC Polkowice                                                       | Artego Bydgoszcz 55 – 79 CCC Polkowice | Artego Bydgoszcz 55 – 79 CCC Polkowice                        |  | Bydgoszcz Sędziowie: * Piotr Pastusiak - Damian Ottenburger - Bartosz Puzoń |
| 7 kwietnia 2014 17:00 | Raport | Rezultaty w kwartach: 14:23, 9:17, 12:25, 20:14                                              |                                        |                                                               |  | Bydgoszcz Sędziowie: * Piotr Pastusiak - Damian Ottenburger - Bartosz Puzoń |
| 7 kwietnia 2014 17:00 | Raport | Pkt: Leah Metcalf 11 Zb: Amisha Carter, Jessica Lawson 12 As: Anna Pietrzak, Amisha Carter 3 |                                        | Pkt: Belinda Snell 15 Zb: Belinda Snell 9 As: Belinda Snell 5 |  | Bydgoszcz Sędziowie: * Piotr Pastusiak - Damian Ottenburger - Bartosz Puzoń |
| 7 kwietnia 2014 17:00 | Raport | W serii jest 2-2                                                                             |                                        |                                                               |  | Bydgoszcz Sędziowie: * Piotr Pastusiak - Damian Ottenburger - Bartosz Puzoń |

| 12 kwietnia 2014 19:00 | Raport | CCC Polkowice 59 – 52 Artego Bydgoszcz                                | CCC Polkowice 59 – 52 Artego Bydgoszcz | CCC Polkowice 59 – 52 Artego Bydgoszcz                                          |  | Polkowice Sędziowie: * Jakub Zamojsk - Piotr Pastusiak - Dariusz Włodkowski |
| 12 kwietnia 2014 19:00 | Raport | Rezultaty w kwartach: 12:18, 9:13, 25:11, 13:10                       |                                        |                                                                                 |  | Polkowice Sędziowie: * Jakub Zamojsk - Piotr Pastusiak - Dariusz Włodkowski |
| 12 kwietnia 2014 19:00 | Raport | Pkt: Magdalena Skorek 14 Zb: Agnieszka Majewska 9 As: Belinda Snell 4 |                                        | Pkt: Amisha Carter 15 Zb: Jessica Lawson 13 As: Elżbieta Mowlik, Leah Metcalf 4 |  | Polkowice Sędziowie: * Jakub Zamojsk - Piotr Pastusiak - Dariusz Włodkowski |
| 12 kwietnia 2014 19:00 | Raport | CCC Polkowice wygrał w serii 3-2                                      |                                        |                                                                                 |  | Polkowice Sędziowie: * Jakub Zamojsk - Piotr Pastusiak - Dariusz Włodkowski |

| 2 kwietnia 2014 18:30 | Raport | Wisła Can-Pack Kraków 82 – 42 Energa Toruń                   | Wisła Can-Pack Kraków 82 – 42 Energa Toruń | Wisła Can-Pack Kraków 82 – 42 Energa Toruń                                                  |  | Kraków Sędziowie: * Dariusz Włodkowski - Roman Putyra - Krzysztof Puchałka |
| 2 kwietnia 2014 18:30 | Raport | Rezultaty w kwartach: 19:12, 21:9, 25:10, 17:11              |                                            |                                                                                             |  | Kraków Sędziowie: * Dariusz Włodkowski - Roman Putyra - Krzysztof Puchałka |
| 2 kwietnia 2014 18:30 | Raport | Pkt: Jantel Lavender 21 Zb: Zane Tamane 13 As: Zane Tamane 5 |                                            | Pkt: Jelena Velinović 16 Zb: Jelena Velinović 9 As: Weronika Idczak, Patrycja Gulak-Lipka 3 |  | Kraków Sędziowie: * Dariusz Włodkowski - Roman Putyra - Krzysztof Puchałka |
| 2 kwietnia 2014 18:30 | Raport | Wisła Can-Pack Kraków prowadzi w serii 1-0                   |                                            |                                                                                             |  | Kraków Sędziowie: * Dariusz Włodkowski - Roman Putyra - Krzysztof Puchałka |

| 3 kwietnia 2014 18:30 | Raport | Wisła Can-Pack Kraków 81 – 46 Energa Toruń                                               | Wisła Can-Pack Kraków 81 – 46 Energa Toruń | Wisła Can-Pack Kraków 81 – 46 Energa Toruń                        |  | Kraków Sędziowie: * Marek Maliszewski - Robert Zieliński - Mariusz Nawrocki |
| 3 kwietnia 2014 18:30 | Raport | Rezultaty w kwartach: 17:11, 21:10, 18:11, 25:14                                         |                                            |                                                                   |  | Kraków Sędziowie: * Marek Maliszewski - Robert Zieliński - Mariusz Nawrocki |
| 3 kwietnia 2014 18:30 | Raport | Pkt: Jantel Lavender 21 Zb: Justyna Żurowska, Zane Tamane 7 As: Agnieszka Szott-Hejmej 6 |                                            | Pkt: Lorin Dixon 13 Zb: Sybil Dosty 10 As: Patrycja Gulak-Lipka 2 |  | Kraków Sędziowie: * Marek Maliszewski - Robert Zieliński - Mariusz Nawrocki |
| 3 kwietnia 2014 18:30 | Raport | Wisła Can-Pack Kraków prowadzi w serii 2-0                                               |                                            |                                                                   |  | Kraków Sędziowie: * Marek Maliszewski - Robert Zieliński - Mariusz Nawrocki |

| 6 kwietnia 2014 16:00 | Raport | Energa Toruń 48 – 61 Wisła Can-Pack Kraków                                                | Energa Toruń 48 – 61 Wisła Can-Pack Kraków | Energa Toruń 48 – 61 Wisła Can-Pack Kraków                            |  | Toruń Sędziowie: * Piotr Pastusiak - Michał Chrakowiecki - Jakub Pietrzak |
| 6 kwietnia 2014 16:00 | Raport | Rezultaty w kwartach: 13:15, 15:16, 12:17, 8:13                                           |                                            |                                                                       |  | Toruń Sędziowie: * Piotr Pastusiak - Michał Chrakowiecki - Jakub Pietrzak |
| 6 kwietnia 2014 16:00 | Raport | Pkt: Angelina Williams 15 Zb: Jelena Velinović 9 As: Weronika Idczak, Angelina Williams 2 |                                            | Pkt: Jantel Lavender 15 Zb: Justyna Żurowska 13 As: Cristina Ouviña 7 |  | Toruń Sędziowie: * Piotr Pastusiak - Michał Chrakowiecki - Jakub Pietrzak |
| 6 kwietnia 2014 16:00 | Raport | Wisła Can-Pack Kraków wygrała w serii 3-0                                                 |                                            |                                                                       |  | Toruń Sędziowie: * Piotr Pastusiak - Michał Chrakowiecki - Jakub Pietrzak |

#### Mecz o 3. miejsce
| 16 kwietnia 2014 17:00 | Raport | Artego Bydgoszcz 69 – 52 Energa Toruń                         | Artego Bydgoszcz 69 – 52 Energa Toruń | Artego Bydgoszcz 69 – 52 Energa Toruń                                  |  | Bydgoszcz Sędziowie: * Janusz Calik - Dariusz Lenczowski - Marcin Bieńkowski |
| 16 kwietnia 2014 17:00 | Raport | Rezultaty w kwartach: 14:11, 25:16, 18:13, 12:12              |                                       |                                                                        |  | Bydgoszcz Sędziowie: * Janusz Calik - Dariusz Lenczowski - Marcin Bieńkowski |
| 16 kwietnia 2014 17:00 | Raport | Pkt: Amisha Carter 17 Zb: Jessica Lawson 7 As: Leah Metcalf 6 |                                       | Pkt: Jelena Velinović 19 Zb: Jelena Velinović 11 As: Weronika Idczak 6 |  | Bydgoszcz Sędziowie: * Janusz Calik - Dariusz Lenczowski - Marcin Bieńkowski |
| 16 kwietnia 2014 17:00 | Raport | Artego Bydgoszcz prowadzi w serii 1-0                         |                                       |                                                                        |  | Bydgoszcz Sędziowie: * Janusz Calik - Dariusz Lenczowski - Marcin Bieńkowski |

| 22 kwietnia 2014 19:00 | Raport | Energa Toruń 61 – 59 Artego Bydgoszcz                              | Energa Toruń 61 – 59 Artego Bydgoszcz | Energa Toruń 61 – 59 Artego Bydgoszcz                         |  | Toruń Sędziowie: * Dariusz Zapolski - Paweł Białas - Tomasz Tomaszewski |
| 22 kwietnia 2014 19:00 | Raport | Rezultaty w kwartach: 20:12, 17:11, 15:14, 9:22                    |                                       |                                                               |  | Toruń Sędziowie: * Dariusz Zapolski - Paweł Białas - Tomasz Tomaszewski |
| 22 kwietnia 2014 19:00 | Raport | Pkt: Jelena Velinović 18 Zb: Sybil Dosty 14 As: Weronika Idczak 10 |                                       | Pkt: Leah Metcalf 16 Zb: Amisha Carter 16 As: Leah Metcalf 10 |  | Toruń Sędziowie: * Dariusz Zapolski - Paweł Białas - Tomasz Tomaszewski |
| 22 kwietnia 2014 19:00 | Raport | W serii jest 1-1                                                   |                                       |                                                               |  | Toruń Sędziowie: * Dariusz Zapolski - Paweł Białas - Tomasz Tomaszewski |

| 26 kwietnia 2014 17:00 | Raport | Artego Bydgoszcz 67 – 59 Energa Toruń                         | Artego Bydgoszcz 67 – 59 Energa Toruń | Artego Bydgoszcz 67 – 59 Energa Toruń                           |  | Bydgoszcz Sędziowie: * Marcin Kowalski - Artur Fiedler - Krzysztof Puchałka |
| 26 kwietnia 2014 17:00 | Raport | Rezultaty w kwartach: 20:17, 17:11, 16:18, 14:13              |                                       |                                                                 |  | Bydgoszcz Sędziowie: * Marcin Kowalski - Artur Fiedler - Krzysztof Puchałka |
| 26 kwietnia 2014 17:00 | Raport | Pkt: Amisha Carter 26 Zb: Amisha Carter 11 As: Leah Metcalf 8 |                                       | Pkt: Weronika Idczak 16 Zb: Sybil Dosty 16 As: Róża Ratajczak 3 |  | Bydgoszcz Sędziowie: * Marcin Kowalski - Artur Fiedler - Krzysztof Puchałka |
| 26 kwietnia 2014 17:00 | Raport | Artego Bydgoszcz wygrał w serii 2-1                           |                                       |                                                                 |  | Bydgoszcz Sędziowie: * Marcin Kowalski - Artur Fiedler - Krzysztof Puchałka |

#### Finał
| 16 kwietnia 2014 18:00 | Raport | Wisła Can-Pack Kraków 56 – 47 CCC Polkowice                            | Wisła Can-Pack Kraków 56 – 47 CCC Polkowice | Wisła Can-Pack Kraków 56 – 47 CCC Polkowice                          |  | Kraków Sędziowie: * Marek Ćmikiewicz - Marek Maliszewski - Grzegorz Czajka |
| 16 kwietnia 2014 18:00 | Raport | Rezultaty w kwartach: 16:11, 15:5, 11:19, 14:12                        |                                             |                                                                      |  | Kraków Sędziowie: * Marek Ćmikiewicz - Marek Maliszewski - Grzegorz Czajka |
| 16 kwietnia 2014 18:00 | Raport | Pkt: Justyna Żurowska 17 Zb: Justyna Żurowska 15 As: Cristina Ouviña 4 |                                             | Pkt: Walerija Musina 15 Zb: Janel McCarville 9 As: Jelena Škerović 3 |  | Kraków Sędziowie: * Marek Ćmikiewicz - Marek Maliszewski - Grzegorz Czajka |
| 16 kwietnia 2014 18:00 | Raport | Wisła Can-Pack Kraków prowadzi w serii 1-0                             |                                             |                                                                      |  | Kraków Sędziowie: * Marek Ćmikiewicz - Marek Maliszewski - Grzegorz Czajka |

| 17 kwietnia 2014 18:00 | Raport | Wisła Can-Pack Kraków 53 – 65 CCC Polkowice                           | Wisła Can-Pack Kraków 53 – 65 CCC Polkowice | Wisła Can-Pack Kraków 53 – 65 CCC Polkowice                                                |  | Kraków Sędziowie: * Piotr Pastusiak - Robert Mordal - Marcin Koralewski |
| 17 kwietnia 2014 18:00 | Raport | Rezultaty w kwartach: 14:20, 6:10, 10:12, 23:23                       |                                             |                                                                                            |  | Kraków Sędziowie: * Piotr Pastusiak - Robert Mordal - Marcin Koralewski |
| 17 kwietnia 2014 18:00 | Raport | Pkt: Jantel Lavender 18 Zb: Justyna Żurowska 8 As: Justyna Żurowska 5 |                                             | Pkt: Belinda Snell 19 Zb: Janel McCarville 14 As: Jelena Škerović, Magdalena Leciejewska 3 |  | Kraków Sędziowie: * Piotr Pastusiak - Robert Mordal - Marcin Koralewski |
| 17 kwietnia 2014 18:00 | Raport | W serii jest 1-1                                                      |                                             |                                                                                            |  | Kraków Sędziowie: * Piotr Pastusiak - Robert Mordal - Marcin Koralewski |

| 23 kwietnia 2014 18:00 | Raport | CCC Polkowice 78 – 65 Wisła Can-Pack Kraków                                                                   | CCC Polkowice 78 – 65 Wisła Can-Pack Kraków | CCC Polkowice 78 – 65 Wisła Can-Pack Kraków                           |  | Polkowice Sędziowie: * Marcin Kowalski - Roman Putyra - Michał Chrakowiecki |
| 23 kwietnia 2014 18:00 | Raport | Rezultaty w kwartach: 13:19, 11:8, 35:14, 19:24                                                               |                                             |                                                                       |  | Polkowice Sędziowie: * Marcin Kowalski - Roman Putyra - Michał Chrakowiecki |
| 23 kwietnia 2014 18:00 | Raport | Pkt: Janel McCarville, Magdalena Leciejewska 16 Zb: Janel McCarville 8 As: Walerija Musina, Jelena Škerović 6 |                                             | Pkt: Jantel Lavender 16 Zb: Justyna Żurowska 9 As: trzy zawodniczki 6 |  | Polkowice Sędziowie: * Marcin Kowalski - Roman Putyra - Michał Chrakowiecki |
| 23 kwietnia 2014 18:00 | Raport | CCC Polkowice prowadzi w serii 2-1                                                                            |                                             |                                                                       |  | Polkowice Sędziowie: * Marcin Kowalski - Roman Putyra - Michał Chrakowiecki |

| 24 kwietnia 2014 18:00 | Raport | CCC Polkowice 45 – 53 Wisła Can-Pack Kraków                            | CCC Polkowice 45 – 53 Wisła Can-Pack Kraków | CCC Polkowice 45 – 53 Wisła Can-Pack Kraków                                         |  | Polkowice Sędziowie: * Tomasz Trawicki - Artur Fiedler - Damian Ottenburger |
| 24 kwietnia 2014 18:00 | Raport | Rezultaty w kwartach: 10:11, 16:14, 9:10, 10:18                        |                                             |                                                                                     |  | Polkowice Sędziowie: * Tomasz Trawicki - Artur Fiedler - Damian Ottenburger |
| 24 kwietnia 2014 18:00 | Raport | Pkt: Janel McCarville 15 Zb: Janel McCarville 10 As: Walerija Musina 4 |                                             | Pkt: Jantel Lavender 18 Zb: Jantel Lavender 10 As: Cristina Ouviña, Allie Quigley 3 |  | Polkowice Sędziowie: * Tomasz Trawicki - Artur Fiedler - Damian Ottenburger |
| 24 kwietnia 2014 18:00 | Raport | W serii jest 2-2                                                       |                                             |                                                                                     |  | Polkowice Sędziowie: * Tomasz Trawicki - Artur Fiedler - Damian Ottenburger |

| 27 kwietnia 2014 16:00 | Raport | Wisła Can-Pack Kraków 59 – 52 CCC Polkowice                        | Wisła Can-Pack Kraków 59 – 52 CCC Polkowice | Wisła Can-Pack Kraków 59 – 52 CCC Polkowice                                      |  | Kraków Sędziowie: * Marcin Kowalski - Marek Maliszewski - Robert Mordal |
| 27 kwietnia 2014 16:00 | Raport | Rezultaty w kwartach: 19:10, 12:16, 15:14, 13:12                   |                                             |                                                                                  |  | Kraków Sędziowie: * Marcin Kowalski - Marek Maliszewski - Robert Mordal |
| 27 kwietnia 2014 16:00 | Raport | Pkt: Allie Quigley 16 Zb: Jantel Lavender 17 As: Cristina Ouviña 4 |                                             | Pkt: Teja Oblak 11 Zb: Agnieszka Majewska 9 As: Belinda Snell, Jelena Škerović 3 |  | Kraków Sędziowie: * Marcin Kowalski - Marek Maliszewski - Robert Mordal |
| 27 kwietnia 2014 16:00 | Raport | Wisła Can-Pack Kraków wygrała w serii 3-2                          |                                             |                                                                                  |  | Kraków Sędziowie: * Marcin Kowalski - Marek Maliszewski - Robert Mordal |

## Klasyfikacja końcowa
| Miejsce | Zespół                             | Uwagi            |
| ------- | ---------------------------------- | ---------------- |
| 1.      | Wisła Can-Pack Kraków              | Mistrz Polski    |
| 2.      | CCC Polkowice                      |                  |
| 3.      | Artego Bydgoszcz                   |                  |
| 4.      | Energa Toruń                       |                  |
| 5.      | KSSSE AZS PWSZ Gorzów Wielkopolski |                  |
| 6.      | King Wilki Morskie Szczecin        |                  |
| 7.      | Basket ROW Rybnik                  |                  |
| 8.      | Riviera Gdynia                     |                  |
| 9.      | Widzew Łódź                        |                  |
| 10.     | MKS MOS Konin                      | Spadek do I ligi |